# Alexander González
Para el futbolista venezolano, véase Alexander González (futbolista).

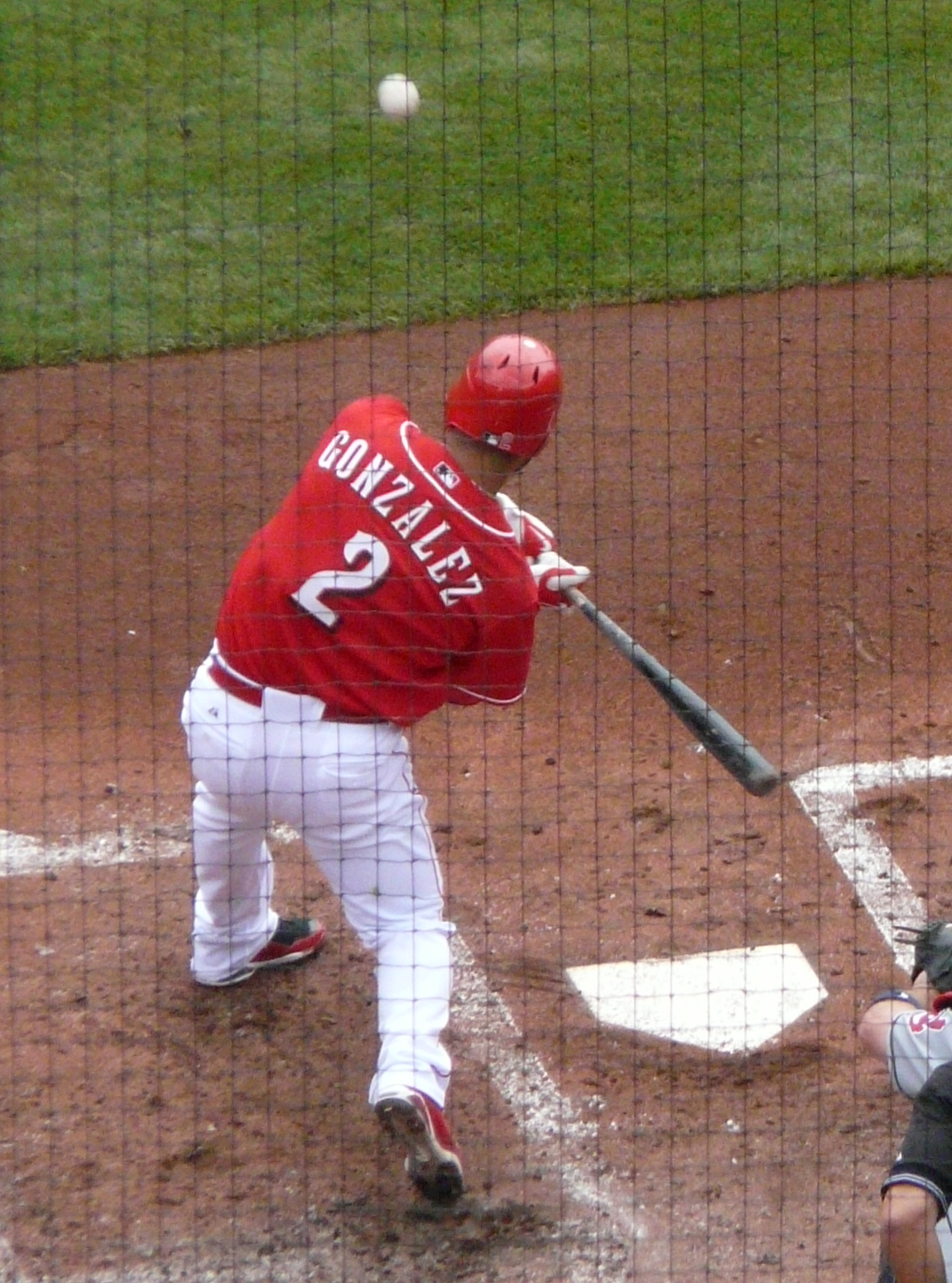
Álex González con los Cincinnati Reds.

Alexander "Álex" Luis González (nacido el 15 de febrero de 1977 en Cagua, estado Aragua) es un infielder venezolano de béisbol profesional que ha jugado para siete equipos en las Grandes Ligas de Béisbol. Debutó con los Florida Marlins en 1998, y su último equipo fueron los Detroit Tigers en 2014. Se desempeña principalmente como campocorto.

## Estilo de juego
Dada su velocidad, realiza con regularidad jugadas espectaculares. Por sus habilidades defensivas fue seleccionado para el Juego de las estrellas en 1999. En la ofensiva, ha tenido un promedio de 0,244 en sus primeras seis temporadas.
González desempeñó un papel importante en la victoria de los Marlins contra los New York Yankees en la Serie Mundial de 2003.
El artista de la defensiva, cuyo cuadrangular dejó tendidos a los Yankees de Nueva York en aquel partido de extrainnings en el entonces llamado Pro Player Stadium, sustituiría curiosamente en el campocorto de los Medias Rojas a otro héroe de Serie Mundial de los peces, el colombiano Edgar Rentería. Así se efectúa el cambio de Alex al equipo del monstruo verde.
Se le recuerda como uno de los jugadores clave del triunfo del Caracas de Venezuela en la Serie del Caribe 2006, cuando en el primer juego contra el Licey de República Dominicana conectó un HR en el 9.º inning empujando las carreras de ganar; y el juego decisivo contra el mismo Licey, cuando en el 9.º inning conectó Hit y empujó la carrera de empatar, posteriormente anotó la de ganar empujado por su compañero Henry Blanco. En 2008 no participó en ninguna Liga debido a una fractura en la rodilla y anunció que se preparaba para iniciar entrenamientos en 2009.